# Antorcha (galardón)
La Antorcha fue un galardón que se entregaba a los artistas que participan del Festival Internacional de la Canción de Viña del Mar y que el público solicita a viva voz que le sean entregados. Fue creado en 1983 en honor a las antorchas de papel que la gente encendía en las graderías de la Quinta Vergara.
Tiene forma de antorcha, apoyada en tres barras cilíndricas que la suspenden, y se encuentra inserta en una base de madera. Originalmente, la antorcha se encontraba bañada en plata, pero posteriormente, y para regular la entrega de las Gaviotas de Oro, se creó otra antorcha bañada en oro. Este baño originó el nombre de ambas antorchas: La Antorcha de Plata y la Antorcha de Oro. El trofeo es elaborado en Chile, en una empresa local denominada Broncerías Chile.
En enero de 2015, se decidió eliminar este galardón, reemplazándolo por la Gaviota y por un premio para los artistas, esto empezaría desde la edición LVI del Festival Internacional. El motivo se debe a la "desvalorización" que habría sufrido en años anteriores y a la "excesiva" intervención de los presentadores, que por lo general era 4 veces las intervenciones al entregar los mismos.

## Antorcha de Plata
Creado en 1983, es un galardón con forma de antorcha y bañado en plata. Fue diseñado por el publicista Manuel Arriaza Torres, vecino de Coltauco, quien se adjudicó el primer lugar del concurso organizado por la Municipalidad de Viña del Mar. El concurso fue declarado desierto en dos oportunidades, al tercer llamado Arriaza decidió enviar su diseño bajo el pseudónimo de Quiyaiquén, nombre del cerro favorito del autor, logrando el voto a favor del jurado integrado por el alcalde de Viña del Mar, Edmundo Crespo; el asesor cultural de la Municipalidad, Luis Sigall; Daniel Santelices, director de la Escuela de Bellas Artes Archivado el 7 de diciembre de 2022 en Wayback Machine. de Valparaíso; Ricardo Santander, escultor, y Sergio Rojas, profesor de la Universidad de Valparaíso. Aunque la Antorcha se originó para reemplazar a la Gaviota y reservarla definitivamente a los participantes, la presión del público obligó a la entrega de Antorchas y Gaviotas.

## Antorcha de Oro
Galardón con forma de antorcha, con las mismas características que la de plata, pero que está bañado en oro.